# تکواندو در المپیک تابستانی ۲۰۰۰
تکواندو در بازی‌های المپیک تابستانی ۲۰۰۰ نام رویداد ورزش تکواندو در بازی‌های المپیک تابستانی بود که در سال ۲۰۰۰ برگزار شد.

## جدول مدال‌ها
| رتبه | کشور                      | طلا | نقره | برنز | مجموع |
| ۱    | کره جنوبی (KOR)           | ۳   | ۱    | ۰    | ۴     |
| ۲    | استرالیا (AUS)            | ۱   | ۱    | ۰    | ۲     |
| ۲    | کوبا (CUB)                | ۱   | ۱    | ۰    | ۲     |
| ۴    | چین (CHN)                 | ۱   | ۰    | ۰    | ۱     |
| ۴    | یونان (GRE)               | ۱   | ۰    | ۰    | ۱     |
| ۴    | ایالات متحده آمریکا (USA) | ۱   | ۰    | ۰    | ۱     |
| ۷    | آلمان (GER)               | ۰   | ۱    | ۰    | ۱     |
| ۷    | نروژ (NOR)                | ۰   | ۱    | ۰    | ۱     |
| ۷    | روسیه (RUS)               | ۰   | ۱    | ۰    | ۱     |
| ۷    | اسپانیا (ESP)             | ۰   | ۱    | ۰    | ۱     |
| ۷    | ویتنام (VIE)              | ۰   | ۱    | ۰    | ۱     |
| ۱۲   | چین تایپه (TPE)           | ۰   | ۰    | ۲    | ۲     |
| ۱۳   | کانادا (CAN)              | ۰   | ۰    | ۱    | ۱     |
| ۱۳   | فرانسه (FRA)              | ۰   | ۰    | ۱    | ۱     |
| ۱۳   | ایران (IRI)               | ۰   | ۰    | ۱    | ۱     |
| ۱۳   | ژاپن (JPN)                | ۰   | ۰    | ۱    | ۱     |
| ۱۳   | مکزیک (MEX)               | ۰   | ۰    | ۱    | ۱     |
| ۱۳   | ترکیه (TUR)               | ۰   | ۰    | ۱    | ۱     |